# Simón Bolívar
Simón Bolívar, właśc. Simón José Antonio de la Santísima Trinidad Bolívar y Palacios (ur. 24 lipca 1783 w Caracas, zm. 17 grudnia 1830 w Santa Marta) – przywódca walk o wyzwolenie Ameryki Południowej spod władzy Hiszpanów, zwany El Libertador (Wyzwoliciel).

## Życiorys

### Młodość i początek kariery
Urodził się w roku 1783 w Caracas na terenie współczesnej Wenezueli. Dorastał w arystokratycznej rodzinie pochodzenia hiszpańskiego. W młodości udał się do Europy, gdzie poznał filozofię oświecenia, znalazł się pod wpływem filozofów takich jak Rousseau, Wolter, Monteskiusz i John Locke. W czasie pobytu w Rzymie w 1805 roku na Awentynie złożył uroczyste ślubowanie, w którym obiecał walczyć o wolność Wenezueli. Gdy w 1808 roku armia Napoleona Bonaparte zaatakowała Hiszpanię, dwa lata później w Wenezueli wybuchło republikańskie powstanie. Bolívar powrócił do ojczyzny i przyłączył się do powstania. W 1811 roku Bolívar został oficerem wojsk powstańczych.

### Okres wojny o niepodległość
Wojna domowa o niepodległość Wenezueli, prowadzona w latach 1811–1812, zakończyła się klęską republikanów, a przywódcy rebelii, w tym Francisco de Miranda, zostali aresztowani. Wśród represjonowanych oficerów republikańskich znalazł się pułkownik Simón Bolívar. Został on przez władze hiszpańskie wydalony z kraju na jedną z wysp na Antylach Holenderskich. Wrócił po kilku miesiącach z zamiarem kontynuowania walki o niezależność hiszpańskiej Ameryki, lecz przy zastosowaniu nowej strategii. Sprowadzała się ona do objęcia ruchem wyzwoleńczym wszystkich prowincji Wicekrólestw Peru i Nowej Granady, prowadzenia szerokiej agitacji prorepublikańskiej i przyciągnięcia wszystkich warstw społecznych, także niewolników, przez nadanie im wolności.
Swój szlak wyzwoleńczy rozpoczął od portu Cartagena w północnej Kolumbii. W kraju tym panowała wtedy chaotyczna wojna domowa. Istniało wiele rozproszonych ośrodków walki z wojskami hiszpańskimi. W pierwszym więc rzędzie Bolívar starał się o zespolenie sił republikańskich. Miał początkowo do dyspozycji zaledwie 70 ludzi, lecz śmiałe działania zaczepne, zabiegi propagandowe i „napoleoński” stosunek do żołnierzy, sprawiały, że jego oddziały szybko się rozrastały.
W sierpniu 1813 oddziały Bolívara zajęły Caracas i ponownie proklamowana została w Wenezueli republika oraz powołany rząd republikański. Lecz było to pyrrusowe zwycięstwo, gdyż brakowało wszystkiego: broni, pieniędzy, żywności. Nie było też żadnej pomocy zewnętrznej, gdy tymczasem z Hiszpanii, gdzie król Ferdynand VII wyparł Francuzów za Pireneje i odzyskał swą władzę, napływały tysięczne oddziały regularnego wojska. Jesienią 1813 w Republice Wenezueli wybuchła rebelia kierowana przez Jose Bovesa, w wyniku której republika przestała praktycznie istnieć.

### Okres tułaczki
Bolívar uciekł do Kolumbii, potem na brytyjską wyspę Jamajka, gdy cała Kolumbia opanowana została przez nową hiszpańską armię ekspedycyjną króla hiszpańskiego Ferdynanda VII.
Przebywając na Jamajce opublikował we wrześniu 1815 program wyzwoleńczy dla całej Ameryki Południowej, znany jako List z Jamajki. Zaś w grudniu udał się na emigrację do Haiti, gdzie Bolívarowi i jego przyjaciołom udało się zorganizować dwa kilkusetosobowe oddziały i przerzucić je w marcu 1816 na wybrzeże Wenezueli. Ich działania przez wiele miesięcy były jednakże nieskuteczne z powodów kłótni i konfliktów między dowódcami, nieuznającymi centralnego dowództwa i dyscypliny. Jedynym większym zwycięstwem było zdobycie przez Bolívara w 1817 twierdzy Angostura nad rzeką Orinoko i przyciągnięcie na swą stronę pasterzy-wojowników Llanos oraz ludności czarnoskórej po deklaracji zniesienia niewolnictwa.

### Naczelnik i prezydent Wenezueli
Gdy na zdobytych terenach powstańcy po raz trzeci utworzyli Republikę Wenezueli, Bolívar został w 1817 jej Najwyższym Naczelnikiem, zaś od 1819 prezydentem. Na tym jednakże nie poprzestał i nie zrezygnował ze swego programu wyzwolenia całej Ameryki Południowej. Zgodnie z tym programem, na wyzwolonych już terytoriach powstańcy zbierali siły do marszu na północne i zachodnie tereny Wicekrólestwa Nowej Granady. Rozpoczęli go w lutym 1819. Trwał sześć lat. Generał Simón Bolívar poprowadził swe, wciąż rosnące w siłę, oddziały wyzwoleńcze szlakiem, liczącym ponad cztery tysiące kilometrów, wyzwalając spod panowania Hiszpanów kolejne kraje: Wenezuelę, Kolumbię, Ekwador i Peru. Przełomem okazała się bitwa pod Boyaca, 7 sierpnia 1819 roku.
Już wcześniej w latach 1816–1818 wywalczyły swą niepodległość Argentyna, Paragwaj i Chile, do 1822 Urugwaj, w 1825 zaś Boliwia (część Peru), nazwana tak od nazwiska Bolívara. W 1822 uniezależniła się od Portugalii także Brazylia, ogłaszając się cesarstwem, z cesarzem Pedro I, synem byłego króla portugalskiego. Nowo powstałe państwa uznane zostały przez mocarstwa europejskie i Stany Zjednoczone. Te ostatnie były szczególnie zainteresowane zmianami i rozwojem sytuacji w Ameryce Południowej, sprzyjając zresztą wyeliminowaniu wpływów hiszpańskich. Przez uchwalenie w 1823 tzw. doktryny Monroego sprzeciwiały się interwencji państw europejskich i mieszania ich się do spraw kontynentu amerykańskiego.
Jego adiutantem był Polak, pułkownik Józef Szeliski.

### Wielka Kolumbia
Bolívar dążył do stworzenia federacji wszystkich państw pohiszpańskiej Ameryki Południowej. Udało mu się to tylko częściowo przez utworzenie w 1819 roku Federacji Wielkiej Kolumbii, grupującej Wenezuelę, Kolumbię, Ekwador i Panamę (współczesne flagi trzech pierwszych państw mają ten sam układ barw, pochodzący z flagi federacji zaprojektowanej przez samego Bolívara). Na kongres państw Ameryki Południowej w 1826 roku przybyli przedstawiciele jedynie czterech państw.
Od początku, gdy został jej prezydentem piętrzyły się przed nim problemy odbudowy zniszczonych miast i zagospodarowania opustoszałych terenów rolniczych. Największym problemem nowo utworzonego państwa była panosząca się anarchia i samowola lokalnych władz. Po 1826 roku wybuchła wojna domowa, a w 1828 roku doszło do zamachu na życie „Oswobodziciela”. Trudności w sprawowaniu władzy nad olbrzymim państwem, popychały Bolívara do rządów autokratycznych i dyktatorskich, jakie zaczął stosować od 1828. Zraził sobie w ten sposób nawet przychylne mu dotąd kręgi społeczeństwa i najbardziej oddanych mu przyjaciół.
W 1830 z Federacji Wielkiej Kolumbii oderwały się Ekwador i Wenezuela.

## Pucz i śmierć
W styczniu 1830 dokonany został nieudany pucz i zamach na życie Bolívara. W ich następstwie Bolívar w marcu przekazał urząd prezydenta na rzecz generała Domingo Caycedo. Wielka Kolumbia podzieliła się z powrotem na Wenezuelę, Ekwador i Kolumbię (z Panamą). Rozpad dotychczasowego scentralizowanego państwa, i sposób w jaki się to dokonało, były dla Bolívara szokiem psychicznym. Ciężko chory próbował jeszcze jedność tę odbudować, ale nikt go już nie słuchał. Okrzyknięty został wrogiem Wenezueli, oskarżano go o chęć zaprzedania kraju ojczystego cudzoziemcom. W atmosferze nagonki i wrogości złożył urząd prezydenta Wielkiej Kolumbii, nie przyjmując należnej mu emerytury.
Simón Bolívar „El Libertador”, chory na gruźlicę płuc, zmarł w osamotnieniu w grudniu 1830.

## W kulturze popularnej
- Simón Bolívar przewodzi cywilizacji Wielkiej Kolumbii w grze komputerowej Civilization VI[5].